# سلوکلو (کمیجان)
سلوکلو روستایی است از توابع شهرستان کمیجان در استان مرکزی قرار دارد. .

## مشخصات منطقه‌ای
روستای سلوکلو طبق تقسیمات اخیر کشوری ازتوابع شهرستان کمیجان می‌باشد. این روستا بامختصات جغرافیایی ۴۹ درجه و ۳۴ دقیقه طول شرقی و ۵۷ درجه و ۴۳ دقیقه عرض شمالی در شمال غربی استان مرکزی قراردارد.فاصله روستای سلوکلو تا مرکز شهرستان - کیلومتر می‌باشد.

## جمعیت
طبق سرشماری مرکز آمار ایران، جمعیت سلوکلو در سال ۱۳۸۵ برابر با ۲۷۶ نفر بوده‌است. این روستا ۷۰خانوار دارد.